# Prociphilus emeiensis
Prociphilus emeiensis är en insektsart som beskrevs av Zhang, G.-x. 1997. Prociphilus emeiensis ingår i släktet Prociphilus och familjen långrörsbladlöss. Inga underarter finns listade i Catalogue of Life.